# Július Helbich
Július Helbich (* 15. března 1936) byl slovenský a československý politik a bezpartijní poslanec Sněmovny národů Federálního shromáždění za normalizace.

## Biografie
K roku 1981 se profesně uvádí jako důlní technik. Ve volbách roku 1981 zasedl do slovenské části Sněmovny národů (volební obvod č. 98 - Šaštín-Stráže, Západoslovenský kraj). Ve Federálním shromáždění setrval do konce funkčního období, tedy do voleb roku 1986.